# Глобоко об Дравињи
Глобоко об Дравињи (словен. Globoko ob Dravinji) је насељено место у општини Пољчане, Подравска регија, Словенија.

## Историја
До територијалне реорганизације у Словенији била је у саставу старе општине Словенска Бистрица.

## Становништво
У попису становништва из 2011. године, Глобоко об Дравињи је имала 92 становника.
| Број становника према пописима | Број становника према пописима | Број становника према пописима |
| ------------------------------ | ------------------------------ | ------------------------------ |
| 1991                           | 2002                           | 2011                           |
| 90                             | 81                             | 92                             |

Напомена: До 1998. исказивано под именом Глобоко.